# Campo de internamiento de Drancy
Entre agosto de 1941 y agosto de 1944, el campo de internamiento de Drancy o campo de Drancy fue el eje central de la política de deportación antisemita de Francia. Situado al noreste de París, en el municipio de Drancy (entonces perteneciente al departamento de Sena y hoy al de Sena-Saint Denis), este campo fue durante tres años el principal lugar de internamiento antes de la deportación desde la estación de Le Bourget (1942-1943) y más tarde de la estación de Bobigny (1943-1944) hacia los campos de exterminio nazis, en su mayor parte hacia Auschwitz. Nueve de cada diez judíos deportados desde Francia pasaron por el campo de Drancy durante el Holocausto.

## Elección del lugar
El campo de internamiento de Drancy fue instalado en octubre de 1939 en un vasto edificio en forma de U de un barrio de viviendas humildes llamado la cité de la Muette, diseñado por los arquitectos Marcel Lods y Eugène Beaudouin como comunidad urbana modernista. El complejo, construido entre 1931 y 1934, estaba compuesto, entre otros elementos, de cinco torres de 15 plantas, así como de varios bloques en forma de barra, de 3 y 4 plantas.
El edificio en el que se estableció el campo estaba en construcción, sólo se había terminado la estructura. Sus cuatro plantas se habían edificado alrededor de un patio de unos 200 m de largo por 40 de ancho. La forma del edificio, conocido como «la herradura», lo hacía especialmente apropiado para convertirlo en campo de internamiento: se instalaron torres de vigilancia en los cuatro ángulos del edificio, se rodeó de alambre de púas y se cubrió el patio con clínker, un componente del cemento Portland.
El edificio en U y las torres, así como ciertos terrenos vecinos, fueron confiscados por el ejército alemán el 14 de junio de 1940, a fin de servir de lugar de internamiento para prisioneros de guerra franceses, después de civiles yugoslavos y griegos, y más tarde para prisioneros de guerra británicos
Un documento fechado el 24 de enero de 1941 da fe de la requisa «por necesidades de las tropas de ocupación alemanas» del cuartel republicano de Drancy y de todos sus bienes muebles e inmuebles. En la misma nota, «el adjunto al comandante del Frontstalag III, campo situado en los cuarteles», señalaba que no se había producido una confiscación por escrito de los cuarteles en cuestión, «sino que todas las convenciones se han hecho de forma verbal entre el servicio central de los acantonamientos del ejército de París y el prefecto de Sena». Los alojamientos de los oficiales del cuartel de Drancy son puestos a su disposición el 15 de octubre de 1941.
Drarcy se convirtió en uno de los principales campos de internamiento de judíos en la zona ocupada de Francia, junto con el de Royallieu en Compiègne (Oise) y los de Pithiviers y Beaune-la-Rolande en Loiret.

## Centro de deportación

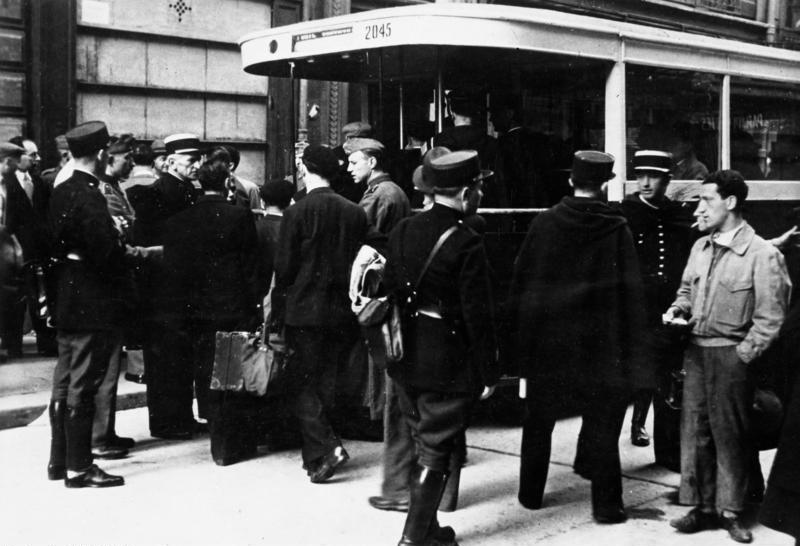
Redada de judíos en París.

Del 20 al 24 de agosto de 1941 se produjo una gran redada de judíos en París. Durante esta redada, la policía francesa, que colaboraba con la Feldgendarmerie alemana, detiene a todos los hombres judíos franceses y extranjeros de entre 18 y 50 años. De las 5 784 personas previstas inicialmente, se detuvo a 4 232, que fueron enviadas a Drancy, a la cité de la Muette, convertida en campo de internamiento de judíos. A partir de entonces se le conoce como «campo de Drancy».
El campo es primero un lugar de internamiento en condiciones deliberadamente duras: la pobre alimentación hace aparecer rápidamente la disentería, una parte de los gendarmes franceses maltratan a los internos y se multiplican las sanciones arbitrarias y las humillaciones. Entre agosto y noviembre de 1941, murió de hambre una docena de internos.
En noviembre de 1941 fueron liberados entre 750 y 800 enfermos. Esta liberación se realizó durante una ausencia de varias semanas de Theodor Dannecker (jefe de la Gestapo en Paris). Hasta marzo de 1942, el campo sirvió de prisión para represaliados. El 12 o el 14 de diciembre de 1941, 47 de estos presos represaliados fueron trasladados a la fortaleza de Mont-Valérien, donde fueron fusilados junto con varios reclusos comunistas. 
A partir de 1942, cuando la Alemania nazi opta por la llamada solución final, Drancy pasa a convertirse en un campo de tránsito, que constituye la última etapa antes de la deportación a los campos de exterminio.

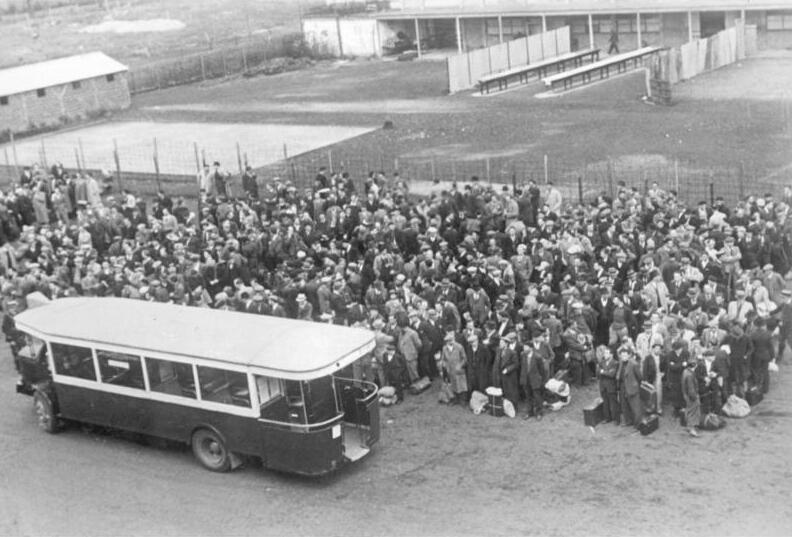
Llegada de judíos al campo de Drancy en agosto de 1941.

Durante la gran redada del Velódromo de Invierno, que comenzó el 16  de julio de 1942, la policía francesa arrestó cerca de 13 000 personas. Las parejas sin hijos y los solteros fueron enviados a Drancy. El 6 de abril de 1944, tras su detención por la Gestapo, los niños de Izieu pasaron por Drancy antes de ser deportados y asesinados en Auschwitz.
En total, entre 1942 y 1944, unos sesenta convoyes franceses de deportados judíos salieron de Drancy, de ahí su apodo antesala de la muerte. En el periodo de mayor actividad, del campo partían dos o tres convoyes por semana. Hasta el 17 de agosto de 1944, el campo funcionó como lugar principal de agrupamiento y deportación.
El 18 de agosto de 1944, durante las operaciones de liberación de París, 1467 prisioneros fueron excarcelados por el cónsul de Suecia y varios miembros de la Cruz Roja. El recuerdo de ese día se mantiene en numerosos nombres de calles y plazas de Francia.
De los 76 000 hombres, mujeres y niños judíos deportados desde Francia, 67 000 lo fueron desde Drancy. Menos de 2000 de estos deportados volvieron, apenas un 3%.

## Administración del campo

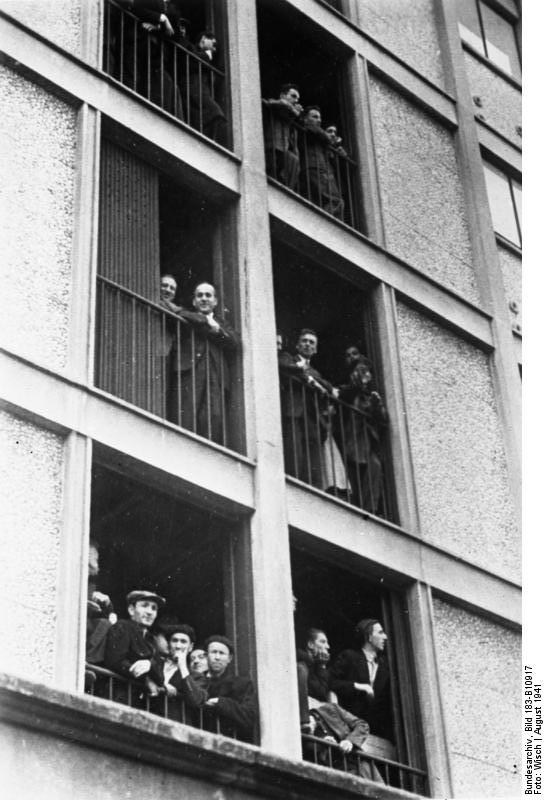
El campo de internamiento de Drancy en agosto de 1941.

El 27 de agosto de 1941, tras una reunión entre representantes de las autoridades de ocupación —Theodor Dannecker— y las autoridades francesas, el campo quedó bajo responsabilidad del prefecto de policía, encargado de la gendarmería y de los servicios de reavituallamiento de la prefectura de Sena. El jefe del campo era un comisario de policía. En realidad, según indica una nota del inspector general de Salud en mayo de 1942, el campo estaba «bajo la autoridad directa de los alemanes, que deciden los internamientos y las liberaciones, y regulan con instrucciones precisas su régimen interior».
Durante los tres años de su existencia, el campo de Drancy estuvo bajo las dirección sucesiva de Theodor Dannecker (hasta julio de 1942), Heinz Röthke (hasta junio de 1943) y Alois Brunner. Los tres pertenecían a las SS.
Maurice Rajsfus, en su libro sobre Drancy, describe a Theodor Dannecker como «un psicópata violento (…). Es él quien ordenó la mala alimentación de los internos, les prohibió circular por el campo, fumar, jugar a las cartas». Heinz Röthke tuvo menos presencia en el campo, pero bajo su dirección, de agosto de 1942 a junio de 1943, fueron enviados a Auschwitz casi dos tercios del total de deportados. Sobre el tercer director, Alois Brunner, un interno dijo: «Brunner estaba encargado de la represión contra los judíos de Francia, y había adquirido cierta notoriedad por sus métodos maquiavélicos y brutales en Europa Central».
El campo de Drancy estaba vigilado por gendarmes franceses, instalados en los rascacielos adyacentes al edificio donde estaban internados los prisioneros. Su funcionamiento recaía en el Servicio de Asuntos Judíos de la Gestapo.

## Anexos del campo
El campo de Drancy  comprendía varios anexos repartidos por París:
- El campo de Austerlitz, en el 43, quai de la Gare, cerca de la actual Biblioteca Nacional de Francia, abierto en noviembre de 1943, era un campo de trabajo para judíos «cónyuges de arios» o «semijudíos», es decir, judíos por parte de solo uno de los progenitores.
- El campo Lévitan, en el almacén de este nombre, cerca de la estación de París Este, era un centro de clasificación de equipajes que empleaba a 200 internados.
- El campo Bassano, cerca de la avenida de los Campos Elíseos, un taller de alta costura y de uniformes para los mandos de las SS.
- Los hospicios de la calle de Picpus y la calle Lamblardie.
- El hospital Rothschild, que fue un lugar de internamiento provisional al que se enviaban los enfermos del campo de Drancy.

## Después de la guerra
El campo fue utilizado durante la posguerra para encarcelar a personas acusadas de colaborar con los nazis. Sacha Guitry y Mary Marquet pasaron allí varios meses, y describieron en sus libros las condiciones de vida en el campo. También estuvieron encarcelados en Drancy Marie Laurencin, Betty Bouwens (a quien también raparon el pelo) y otros artistas y políticos.
Después, los edificios se convirtieron en viviendas de bajo precio, recuperando la utilidad para la que habían sido construidos en un principio. Hoy siguen siendo un gran conjunto residencial.

### Procesos a gendarmes
Tras la liberación, algunos supervivientes de Drancy denunciaron a los gendarmes cómplices de los nazis. Se abrió una instrucción por colaboración con el enemigo contra 15 agentes, 10 de los cuales fueron enviados al tribunal de la Seine acusados de atentado contra la seguridad exterior del estado. El tribunal los dejó en libertad antes del proceso, y tres de ellos huyeron. Los otros siete alegaron obediencia debida, a pesar de los numerosos testimonios de brutalidad que dieron los supervivientes.
El 12 de marzo de 1947, el tribunal emitió su veredicto: aunque todos los gendarmes fueron hallados culpables de actos contra la defensa nacional, la corte consideró que se habían rehabilitado por «actos de participación activa, eficaz y sostenida a la resistencia contra el enemigo». Solo dos fueron condenados a penas de dos años de prisión y cinco años de indignidad nacional, pero se les concedió la amnistía un año más tarde.

### Memorial

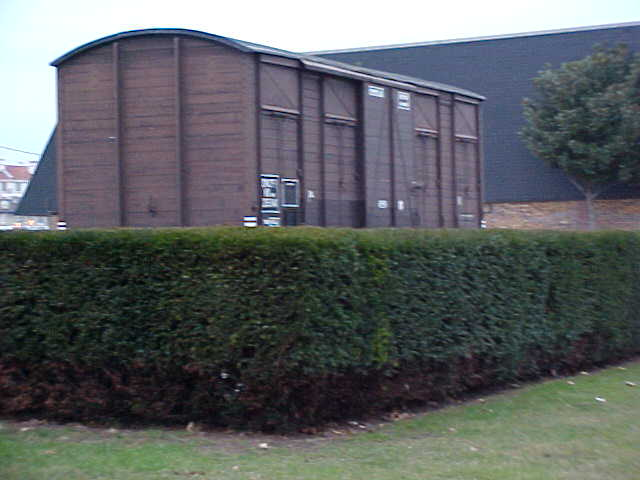
Le Wagon-Témoin de Drancy

En 1976 se construyó un monumento en memoria de los internados en el campo de Drancy, junto a uno de los vagones que se utilizaron para las deportaciones. En 1989 se creó la asociación del Conservatoire historique du camp de Drancy. En mayo de 2001, el Ministerio de Cultura incluyó la cité de la Muette en la lista de monumentos y lugares protegidos. Esta clasificación se extendió en 2002 al túnel de los deportados, situado bajo el antiguo campo de internamiento. En 2009 se descubrieron grafitis durante unos trabajos de renovación, que se conservan en los Archivos Nacionales.